# Famille Istvánffy
Istvánffy de Baranyavár et Kisasszonyfalva (baranyavári és kisasszonyfalvi nemes és báró Istvánffy  en hongrois) est le patronyme d'une ancienne famille noble hongroise. Elle est originaire du comté de Baranya et remonte à un certain Miklós, issu de la famille Németi, au XIIIe siècle.

## Principaux membres
- Istvan Istvánffy, alispán (vicecomes) du comté de Szepes (fl. 1401-1418).
- János Istvánffy († 1467), alispán de Baranya, il participe aux guerres menées par Matthias Ier de Hongrie.
- István Istvánffy († 1517), officier, député du comté de Baranya en 1505.
- János Istvánffy(† 1526), préfet (várnagy) de Berzence (1518), conseiller du roi. Il est tué lors de la célèbre bataille de Mohács (1526).
- Pál Istvánffy (hu) († 1553), poète, alispán de Baranya. Il étudie à Pécs et à l'université de Padoue. Il est l'un des premiers auteurs à versifier en hongrois. Il est capturé lors d'une campagne contre les Turcs en 1532 et libéré en échange d'une forte rançon. Conseiller à la chambre de Pozsony (Bratislava), défenseur de János Szapolyai, il est assassiné en 1553.
- baron Nicolas Istuanfius (1538-1615), historien, haut fonctionnaire et vice-palatin du royaume de Hongrie. Fils du précédent.
- Pál Istvánffy, lieutenant de cavalerie, il tombe au siège de Szigetvár en 1566.
- István Istvánffy († 1585). Lieutenant du château de Kanizsa avec Gáspár Alapy (1573), alispán de Veszprém (1583) et capitaine du Palais (palotai kapitány) (1584). Il combat victorieusement au côté de Uluç Ali Paşa en 1584. Compagnon du Bey, celui-ci lui offrit un cheval noir ainsi qu'un sabre précieux.
- Éva Istvánffy (1550-1613), épouse du baron et ban de Croatie János Draskovits (hu).
- Katalin Istvánffy, épouse du général et vice-ban de Croatie György Keglevich († 1622).

## Familles homonymes
Istvánffy de kőrispatak. Famille sicule.

Istvánfi de Várad ou Nagyvárad, noblesse de 1608. Famille transylvaine.

Istvánffy de Mádéfalva, famille d'origine sicule dont:
- Pál Istvánffy († 1879), haut-magistrat, chevalier de la Couronne de fer et ancien directeur de l'Académie de droit de Kolozsvár. Il reçut du roi François-Joseph le prédicat „von Mádéfalva“ .
- Gyula Istvánffi (hu) né (1860-1930), professeur d'université, biologiste (botanique et mycologie), membre de l'Académie hongroise des sciences (1901). Né Schaarschmidt, il est adopté par son oncle le profresseur József Istvánffy de Mádéfalva.

## Sources
- A Magyar Nemes Vitézsége, Bánó Attila, Ed. Athenaeum, Budapest, 2009,  (ISBN 978 963 293 030 5)
- Magyarország családai: Czimerekkel és nemzékrendi táblákkal, Iván Nagy, István Friebeisz, Pest, 1862
- Révai nagy lexikona (X. kötet, HÉROLD-JÓB)
- Généalogie des Istvánffy